# Skigebiet Szklana Góra Ski
Das Skigebiet Szklana Góra Ski liegt auf den Westhängen der Szklana Góra in dem polnischen Gebirgszug der Makower Beskiden auf dem Gemeindegebiet von Sułkowice (Ort Harbutowice) im Powiat Myślenicki in der Woiwodschaft Kleinpolen. Es befindet sich in der Nähe der Schnellstraße S52. Das Skigebiet wird von dem Unternehmen Szklana Góra Sp. z o.o. betrieben.

## Lage
Das Skigebiet befindet sich auf einer Höhe von 376 bis 546 Metern. Der Höhenunterschied der Pisten beträgt etwa 170 Meter. Es gibt eine rote (schwierige) und eine blaue Piste. Die Gesamtlänge der Pisten beträgt etwa zwei Kilometer. Die längste Piste ist etwa einen Kilometer lang.

## Beschreibung

### Skilifte
Im Skigebiet gibt es einen Sessellift.
Die Skilifte führen von Harbutowice auf den Westhang der Makower Beskiden.
| Name | Art        | Hersteller | Breite Personen | Länge (m) | Zeit (min) | Höhenunterschied (m) | Personen pro Stunde | Obere Station | Obere Station | Untere Station | Untere Station | Vmax (m/s) |
| Name | Art        | Hersteller | Breite Personen | Länge (m) | Zeit (min) | Höhenunterschied (m) | Personen pro Stunde | Ort           | Höhe (m üNN)  | Ort            | Höhe (m üNN)   | Vmax (m/s) |
| ---- | ---------- | ---------- | --------------- | --------- | ---------- | -------------------- | ------------------- | ------------- | ------------- | -------------- | -------------- | ---------- |
|      | Sessellift | 4          |                 | 800       |            | 170                  |                     | Obere Station | 546           | Untere Station | 376            |            |

### Skipisten
Von den Bergen führen zwei Skipisten ins Tal.
| Name | Schwierigkeit | Start         | Start        | Ziel           | Ziel         | Länge (m) | Höhenunterschied (m) | Neigung (%) | Licht | Kunstschnee | FIS    | FIS | Anmerkungen |
| Name | Schwierigkeit | Name          | Höhe (m üNN) | Name           | Höhe (m üNN) | Länge (m) | Höhenunterschied (m) | Neigung (%) | Licht | Kunstschnee | Nummer | bis | Anmerkungen |
| ---- | ------------- | ------------- | ------------ | -------------- | ------------ | --------- | -------------------- | ----------- | ----- | ----------- | ------ | --- | ----------- |
|      | Rot           | Obere Station | 546          | Untere Station | 376          | 1000      | 170                  |             | Ja    | Ja          |        |     |             |
|      | Blau          | Obere Station | 546          | Untere Station | 376          | 1000      | 170                  |             | Ja    | Ja          |        |     |             |

## Infrastruktur
Das Skigebiet liegt unmittelbar im Zentrum von Harbutowice und ist mit dem Pkw erreichbar. An der unteren Station gibt es Parkplätze und mehrere Restaurants.